# Ренваль
Ренва́ль (фр. Renneval) — коммуна во Франции, находится в регионе Пикардия. Департамент коммуны — Эна. Входит в состав кантона Вервен. Округ коммуны — Вервен.
Код INSEE коммуны — 02641.

## Население
Население коммуны на 2010 год составляло 132 человека.
| 1962 | 1968 | 1975 | 1982 | 1990 | 1999 | 2010 |
| ---- | ---- | ---- | ---- | ---- | ---- | ---- |
| 219  | 184  | 181  | 161  | 163  | 133  | 132  |

## Экономика
В 2010 году среди 73 человек трудоспособного возраста (15—64 лет) 52 были экономически активными, 21 — неактивными (показатель активности — 71,2 %, в 1999 году было 60,6 %). Из 52 активных жителей работали 41 человек (25 мужчин и 16 женщин), безработных было 11 (7 мужчин и 4 женщины). Среди 21 неактивных 4 человека были учениками или студентами, 6 — пенсионерами, 11 были неактивными по другим причинам.